# Пельистри, Факундо
Факу́ндо Пельи́стри Ребо́льо (исп. Facundo Pellistri Rebollo; родился 20 декабря 2001, Монтевидео) — уругвайский футболист, вингер греческого клуба «Панатинаикос» и сборной Уругвая.

## Клубная карьера
Пельистри начал футбольную карьеру в молодёжных командах «Ла Пикада» и «Ривер Плейт Монтевидео». В 2018 году стал игроком «Пеньяроля». 11 августа 2019 года дебютировал в основном составе «Пеньяроля» в матче Примеры Уругвая против клуба «Дефенсор Спортинг». 6 ноября 2019 года забил свой первый гол за клуб в матче против «Серро».
В декабре 2019 года подписал новый контракт с «Пеньяролем» до 2022 года.
5 октября 2020 года перешёл в английский клуб «Манчестер Юнайтед» за 9 млн фунтов, подписав пятилетний контракт.
31 января 2021 года отправился в аренду в испанский клуб «Алавес» до конца сезона 2020/21. 21 февраля 2021 года дебютировал за «Алавес», выйдя на замену в матче против «Реал Сосьедад».
В августе 2021 года вновь отправился в аренду в «Алавес» до конца сезона 2021/22.
10 января 2023 года дебютировал в основном составе «Манчестер Юнайтед» в матче Кубка Английской футбольной лиги против «Чарльтон Атлетик», отметившись голевой передачей на Маркуса Рашфорда.
31 января 2024 года отправился в аренду в испанский клуб «Гранада» до конца сезона 2023/24.
21 августа 2024 года перешёл в греческий клуб «Панатинаикос» за 6 млн евро, ещё 2 млн евро предусмотрены в виде бонусов, также «Манчестер Юнайтед» получит 45 % от суммы будущего трансфера игрока в другой клуб.

## Карьера в сборной
27 января 2022 года дебютировал за сборную Уругвая в матче против сборной Парагвая. 2 февраля 2022 года в матче против сборной Венесуэлы сделал голевую передачу на де Арраскаэту и заработал пенальти, который затем реализовал Луис Суарес.

## Достижения
«Манчестер Юнайтед»
- Обладатель Кубка Английской футбольной лиги: 2022/23

## Личная жизнь
Пельистри родился в Монтевидео, Уругвай, в семье выходцев из Испании и Италии. У него есть испанский паспорт.